# Thremma tellae
Thremma tellae är en nattsländeart som beskrevs av Gonzalez 1978. Thremma tellae ingår i släktet Thremma och familjen Uenoidae. Inga underarter finns listade i Catalogue of Life.